# Grand Slam (бомба)
Grand Slam (з англ. «великий сплеск») — землетрусна бомба, яка застосовувалася Королівськими ВПС Великої Британії проти важливих об'єктів наприкінці Другої світової війни. Бомбу Grand Slam створив британський інженер Барнс Волліс, що стала розвитком його думок, закладених ним у попередній розробці — бомбі Tallboy.

## Розробка
|                                                               | Коли бомба «Телбой» підтвердила свою потужність, Воллес створив ще краще озброєння ... Ця десятитонна бомба з'явилася навесні 1945 року, і ми досить успішно використовували її проти залізниць і переправ, що ведуть до Руру, а також проти декількох бункерів підводних човнів.Оригінальний текст (англ.) When the success of the Tallboy bomb was proved Wallis designed a yet more powerful weapon... This 22,000 lb. bomb did not reach us before the spring of 1945, when we used it with great effect against viaducts or railways leading to the Ruhr and also against several U-boat shelters. |
| — Маршал Королівських ВВС, сер Артур Треверс Харріс, 1947 рік | |

Створення потужнішого покращення бомби Tallboy почалося 18 липня 1943 р., унаслідок чого зробили десятитонну бомбу Grand Slam. Як і в Tallboy, хвостове оперення Grand Slam створювало стійкий обертальний момент, оскільки бомба повинна була входити в землю лише простовисно. Міцніша оболонка, ніж у звичайної бомби, дозволяла їй проникнути глибше в землю. Через міцну оболонку вага заряду вибухової речовини була знижена, що вимагало застосування найсильнішої британської вибухівки того часу — торпексу. Після того, як гарячий торпекс заливався всередину корпусу бомби, потрібен був приблизно місяць часу, щоб він затвердів.
Через дорожнечу та складність виробництва Grand Slam особовому складу бомбувальників давалася вказівка — якщо бомбу не вдалося скинути на певне місце, потрібно повертатися з нею на базу замість того, щоб скидати її в море (на відміну від звичайних бомб).
Для перенесення бомб використовувався особливо покращений бомбардувальник Avro Lancaster. Після скидання з висоти приблизно 8 км бомба досягала надзвукової швидкості й проникала в землю на глибину до 40 м. Унаслідок підземного вибуху виникала землетрусна хвиля, що нищила споруди на поверхні землі.
Польові випробування нової бомби проводилися на захопленому в жовтні 1944 р. таємному заводі з виробництва ракет V-2 на півночі Франції. З 10 по 20 листопада 1944 року на залізобетонний купол, який захищав завод, було скинуто кілька бомб Grand Slam.

## Бойове застосування

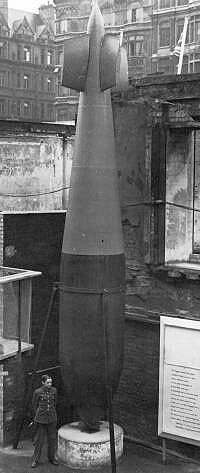

Бомба Grand Slam застосовувалися проти укриття підводних човнів у Бресті (Франція) і Фарге. До закінчення війни скинули 41 бомбу Grand Slam.
Білефельд, 14 березня 1945 рокуБомбардувальник Avro Lancaster 617-ї ескадрильї Королівських ВПС скинув одну бомбу Grand Slam з висоти близько 5 км на залізничну переправу в місті Білефельд. Понад 30 метрів переправи було зруйновано ударами бомб Tallboy та Grand Slam. Літак не був збитий.
Арнсберг, 15 березня 1945 рокуДва бомбардувальники Avro Lancaster 617-ї ескадрильї Королівських ВПС, які мали по одній бомбі Grand Slam і 14 літаків 9-ї ескадрильї Королівських ВПС, які несли бомби Tallboy, ударили по переправі в місті Арнсберг. Переправа не було завдано значних збитків. Жоден літак не був збитий.
Арнсберг, 19 березня 1945 рокуЛітаки 5-ї групи Королівських ВПС завдали удари по залізничній переправі у місті Арнсберг і мосту через річку Везер у місті Флото. Під час бомбардування переправи в Арнсберзі літаки 617-ї ескадрильї Королівських ВПС скинули 6 бомб Grand Slam та завалили приблизно 40 метрів переправи. Бомбардування моста у Флото було безуспішне.
Фарге, 27 березня 1945 року
20 бомбардувальників Avro Lancaster 617-ї ескадрильї Королівських ВПС здійснили напад на майже добудовану військову базу підводних човнів у Фарге, захищену залізобетонною покрівлею товщиною 7 метрів. Дві бомби Grand Slam пробили покрівлю ангара та вибухнули всередині. Споруда була повністю виведена з ладу. Жоден літак не був збитий.
Гамбург, 9 квітня 1945 року
17 бомбардувальників Avro Lancaster 617-ї ескадрильї Королівських ВПС, які несли Grand Slam і Tallboy, успішно напали на укриття підводних човнів у місті Гамбург.